# 絹巻神社

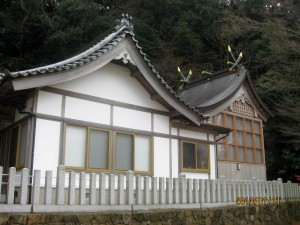
絹巻神社拝殿・本殿

絹巻神社（きぬまきじんじゃ）は、兵庫県豊岡市にある神社。式内社（名神大社）海神社と比定される。但馬五社の一社とされる。

## 概要
但馬国の名神大社十社中の一社に数えられた古社。主祭神の天火明命は、太陽の光や熱を神格化した神で、『古事記伝』では「ホアカリ」は「穂赤熟」で、稲穂が熟して赤らむ意味としており、天皇に繋る他の神と同様、稲に関係のある名前でもあり、太陽神、農業神として信仰されている。丹後国一宮元伊勢の籠神社（宮津市）と同一神で、主祭神を「天照国照彦火明命」としている。

## 祭神
主祭神
- 天火明命（あまのほあかりのみこと）

配祀神
- 海部直命（あまのあたえのみこと）
- 天衣織女命（あまのおりひめのみこと）

## 文化財
- 雷神社本殿（県指定文化財）

## 歴史
「絹巻神社縁起」曰く
御祭神　上座　建田背命
中座　天照国照彦天火明櫛玉饒速日命
下座　玉櫛姫命
『国司文書　但馬神社系譜伝』に、
田結郷　海神社　城崎郡絹巻山鎮座
祭神
上座　海童神（わだつみのかみ）　小田井県に坐す海童神を遷宮しまつる
中座　住吉神　神倉山に坐す住吉神を遷宮しまつる
下座　海部直　亦名　大海部彦命
　　　海部姫命　亦名　大海部姫命
一に曰く　櫛日方命・玉櫛姫命

黄沼前郡司[セトノスクネ|西刀宿祢]は、大巳貴命・海童神・船魂神を勧請して、これを祀り、神人を置き、気比義麿をして奉仕せしむ。
『続日本後紀』承和9年10月乙亥（15日）条（842）
但馬国気多郡山神。雷神。戸神。蜀椒神。城埼郡海神等五前。並預二官社一。
『日本三代実録』貞観10年12月27日丙戌条（868）
授二但馬国従五位上出石神。粟鹿神並正五位下。従五位下山神。戸神。雷神。[木蜀]椒神。海神並従五位上一。
『延喜式』3（臨時祭）・名神祭条〔28〕
粟鹿神社一座。夜夫神社二座。伊豆志神社八座。
山神社一座。戸神社一座。雷神社一座。
[木蜀]椒神社一座。海神社一座。已上但馬国。

## 但馬国官幣社について
『延喜式』3（臨時祭）・名神祭条〔28〕
名神祭二百八十五座。粟鹿神社一座。夜夫神社二座。伊豆志神社八座。
山神社一座。戸神社一座。雷神社一座。
[木蜀]椒神社一座。海神社一座。已上但馬国。
後醍醐天皇の御歌
「仰ぎ見よ　小田井の森にあとたれて　恵みも深き和多津美の神」
五社随一絹巻大明神御詠歌
「瀬戸を切り　つるぎはむねにとどまりて　神さびにけり　気比の宮代」

## 摂末社
稲荷神社

## 祭事
- 例祭 - 4月28日

## 所在地情報
所在地
- 兵庫県豊岡市気比字絹巻2585番地1

交通
- バス
  - 城崎温泉駅（西日本旅客鉄道（JR西日本）山陰本線）から、小島（イナカー気比三原線・全但バス日和山線）下車、徒歩で瀬戸大橋を渡り450m、約5分。

- 道路
  - 兵庫県道3号豊岡瀬戸線を城崎温泉から2.7キロメートル、約5分。

## 周辺
- 城崎マリンワールド
- 城崎温泉

### 参照
1. 1 2 3  “絹巻神社”.   兵庫県神社庁. 2016年6月18日閲覧。